# 竹内博
竹内 博（、1955年8月15日 - 2011年6月27日）は、日本の特撮映画研究家、香山滋研究者。
日本推理作家協会会員。日本SF作家クラブ会員。酒井敏夫の名でも特撮関連書籍を著した。
竹内が主催した特撮研究グループ「怪獣倶楽部」についても本稿で述べる。

## 略歴
東京都江東区生まれ。後に神奈川県横須賀市に移ったため、横須賀を出身地とする。
少年時代から香山滋の怪獣小説と特撮映画に魅され、中学卒業後の1971年（昭和46年）に円谷プロダクションに入社。勘当同然の身であったため、当時社長の円谷一の自宅に居候した。大伴昌司に師事する。1973年（昭和48年）の大伴の急逝後はその遺志を継ぎ、怪獣・怪人大百科や特撮研究書などを多数執筆した。1987年（昭和62年）に円谷プロを退社。
代表作は『ウルトラ怪獣大事典』『OHの肖像』『写真集特技監督円谷英二』『東宝特撮怪獣映画大鑑』など。これらの作品は、特撮映画やテレビ作品に登場する怪獣や特撮技術の歴史を詳細に記録し、ファンや研究者の間で高く評価されている。編集に『香山滋全集』などがある。
2011年6月27日、胃がんのため死去。55歳没。

## 香山滋研究者として
香山に魅されたきっかけは彼の短編『妖蝶記』を読んだことにあり、怪獣ブーム当時に「『ゴジラ』の作者だから」と軽く読み始めて大ファンになった。小学校5年の時にはサインを貰おうと香山宅を訪ねて初対面を果たし、17歳の頃には出入りを許されるようになる。やがて、竹内が著書を収集していることを知った香山は、他人と会うことを避けていた当時の1973年に、『オラン・ペンデク奇談』や『怪獣ゴジラ』を竹内に贈呈している。収集した香山の掲載誌の総数は880冊ほどに上り、『妖蝶記』の生原稿も竹内の手に渡っている。
香山の死後、竹内は5年を費やして『香山滋全集』を書き上げた。

## 怪獣倶楽部
1975年、円谷プロを取材に来たアマチュア時代の中島紳介らと知り合ったことがきっかけで、竹内の主催で「怪獣倶楽部」を結成。メンバーには中島紳介、安井ひさし、原口智生、徳木吉春、聖咲奇、西脇博光、金田益実、開田裕治、氷川竜介、池田憲章、富沢雅彦らがおり、のちに特撮・アニメ評論に関わる多数の人物を輩出した。
2017年には、「怪獣倶楽部」をモデルとしたテレビドラマ『怪獣倶楽部〜空想特撮青春記〜』（全4話）が放送された。竹内に相当する人物は塚地武雅が演じている。

## 著書

### 竹内名義

#### 単著
- 元祖怪獣少年の日本特撮映画研究四十年 竹内博 著 実業之日本社 2001
- 特撮をめぐる人々 : 日本映画昭和の時代 竹内博 著 ワイズ出版 2011

#### 編著
- 原色怪獣怪人大百科 佐野眞一、竹内博編、勁文社 1971
- 輝け!ウルトラ戦士! : 宇宙の平和を守るスーパーヒーローのすべて 竹内博 構成 永岡書店 1985 (ピコピコブックス)
- ウルトラ怪獣大事典 1～3 竹内博 構成・解説 小学館 1985 (小学館入門百科シリーズ)
- 激闘!ウルトラ大怪獣 : ウルトラ戦士のライバル大集合 竹内博 構成 永岡書店 1985 (ピコピコブックス)
- 香山滋名作選解説・書誌 竹内博 編著 国書刊行会 1985
- 妖蝶記 香山滋 著,竹内博 編 国書刊行会 1985 (香山滋名作選)
- <OH>の肖像 : 大伴昌司とその時代 証言構成 竹内博 編 飛鳥新社 1988
- 東宝特撮怪獣映画大鑑 竹内博 構成・編集 朝日ソノラマ 1989
- 「ガンヘッド」カタログ : SFX adventure movie 竹内博 構成 バンダイ 1989 (B-club visual book)
- 特技監督円谷英二 : 写真集 竹内博 編 朝日ソノラマ 1993
- 香山滋全集 1 (海鰻荘奇談) 竹内博 責任編集 三一書房 1993
- 香山滋全集 7 (怪獣ゴジラ) 竹内博 責任編集 三一書房 1994
- 香山滋全集 第12巻 (怪竜島) 竹内博 責任編集 三一書房 1994
- 香山滋全集 2 (ソロモンの桃) 竹内博 責任編集 三一書房 1994
- 香山滋全集 第3巻 (月ぞ悪魔) 竹内博 責任編集 三一書房 1994
- ウルトラ怪獣大図解 : 大伴昌司の世界 大伴昌司 原画,竹内博 企画構成 小学館 1995
- ウルトラマン怪獣写真全集 : M78星雲の使者 竹内博 編 朝日ソノラマ 1995
- 香山滋全集 第13巻 (悪魔の星) 竹内博 責任編集 三一書房 1995
- 香山滋全集 第6巻 (キキモラ) 竹内博 責任編集 三一書房 1995
- 香山滋全集 第10巻 (臨海亭綺譚) 竹内博 責任編集 三一書房 1995
- 香山滋全集 第4巻 (火星への道) 竹内博 責任編集 三一書房 1995
- 香山滋全集 第8巻 (魔婦の足跡) 竹内博 責任編集 三一書房 1996
- 香山滋全集 第5巻 (悪霊島) 香山滋 著,竹内博 責任編集,山村正夫 監修 三一書房 1996
- 香山滋全集 第14巻 (魔空要塞) 竹内博 責任編集 三一書房 1996
- 香山滋全集 第9巻 (霊魂は訴える) 竹内博 責任編集 三一書房 1997
- 香山滋全集 第11巻 (ペット・ショップ・R) 香山滋 著,竹内博 責任編集,山村正夫 監修 三一書房 1997
- 香山滋全集 別巻 香山滋 著,山村正夫 監修,竹内博 責任編集 三一書房 1997
- ウルトラQアルバム 竹内博 編 朝日ソノラマ 1997 (ファンタスティックコレクション. 空想特撮シリーズ)
- ウルトラセブンアルバム 竹内博 編 朝日ソノラマ 1998 (ファンタスティックコレクション. 空想特撮シリーズ)
- 東宝特撮怪獣映画大鑑 竹内博 構成・編集 朝日ソノラマ 1999
- ウルトラマンアルバム 竹内博 編,円谷プロダクション 監修 朝日ソノラマ 1999 (ファンタスティックコレクション. 空想特撮シリーズ)
- ゴジラ1954 竹内博, 村田英樹 編 実業之日本社 1999
- 本多猪四郎全仕事 竹内博 編 朝日ソノラマ 2000 (ファンタスティックコレクション)
- 特技監督円谷英二 : 写真集 竹内博 編 朝日ソノラマ 2001
- 円谷英二の映像世界 竹内博, 山本眞吾 編 実業之日本社 2001
- 東宝特撮怪獣映画未公開写真集 竹内博 編 朝日ソノラマ 2002 (ファンタスティックコレクション)
- 全怪獣怪人大事典 上下 竹内博 監修 インフォレスト 2003
- 帰ってきたウルトラマンアルバム 竹内博 編 朝日ソノラマ 2003 (ファンタスティックコレクション. ウルトラシリーズ)
- 東宝特撮・怪獣・SF映画写真集 竹内博 編 朝日ソノラマ 2005 (ファンタスティックコレクション)
- 定本円谷英二随筆評論集成 円谷英二 著,竹内博 編 ワイズ出版 2010

### 酒井敏夫名義
- ゴジラ・コレクション 酒井敏夫 編 国書刊行会 1984
- ウルトラマン・ウルトラQ怪獣事典 酒井敏夫, 安井尚志 共編 朝日ソノラマ 1985 (宇宙船文庫)
- ウルトラセブン怪獣事典 酒井敏夫, 安井尚志 編 朝日ソノラマ 1985 (宇宙船文庫)